# Джеймс Стенгоуп
Джеймс Стенгоуп (англ. James Stanhope; бл. 1673 — 5 лютого 1721) — державний та військовий діяч, дипломат Великої Британії, 1-й прем'єр-міністр у 1717—1721 роках, 1-й граф Стенгоуп.

## Життєпис
Походив з англійського шляхетського роду з Ноттінгемширу. Старший син дипломата Олександра Стенгоупа і Катерини Бергілла. Народився в Парижі в 1673 році. У травні 1688 року поступив до Ітонського коледжу Оксфордського університету. Потім навчався в Трініті-коледжі. 1690 року супроводжував свого батька до Мадриду, якого було призначено послом в Іспанії в 1690 році. Тут отримав деякі знання про цю країну, які були дуже корисними для нього в подальшому житті. Тут перебував до 1693 року. Пізніше він поїхав до Італії, де, як і потім у Фландрії, де як волонтер записався до англійського війська. Брав участь у боях під час війни Аугсбурзької ліги. 1695 року перейшов зі статусу волонтера до шатного складу англійської армії. Дослужився до звання полковника.
У 1701 році обирається до палати громад, але продовжив свою військову кар'єру як солдат. Брав участь під орудою Джеймса Батлера у битвах на території Іспанії напочатку війни за іспанську спадщину, зокрема 1702 року при Кадісі та в затоці Віго. 1703 року зі своїм полком діяв в Іспанських Нідерландах, невдовзі переведений до Португалії. 1705 року брав участь в облозі Барселони. Отримав звання генерал-майора.
1706 року призначено англійським міністром (представником) в Іспанії. Мав військові, дипломатичні та політичні повноваження. 1708 року призначення командувачем британськими військами в Іспанії та підвищено у званні до генерал-лейтенанта. Того ж року за підтримки британсько-голландського флоту захопив острів Мінорка та фортецю Пор-Маон. 1710 року спільно з імператорськими військами на чолі із Гвідо фон Штарембергом вдалося завдати поразок франко-іспанській армії у битвах під Альменаром і Сарагосою, після чого зайняти Мадрид. Цим здобув популярність в Англії, де заочно виграв вибори до парламенту.
Проте у грудні 1710 року союзники були змушені залишити місто через відсутність підтримки з боку його мешканців. При цьому розділили свої сили. Цим скористалися французи. В битві біля Бріуеги 9 грудня 1710 року маршал Луї Жозеф де Вандом завдав Стенгоупу тяжкої поразки, де той потрапив у полон. Рештки британських військ відступили до Каталонії. Звільнений у серпні 1712 року.
По поверненню до Лондона зайнявся політикою, очоливши опозицію вігів до прем'єр-міністра Роберта Харлі. 1713 року виступав проти умов Утрехтського договору. Виступив прихильником Ганноверського дому, виступаючи проти продовження династії Стюартів.
У вересні 1714 року новий король Георг I призначив Стенгоупа державним секретарем Південного департаменту (відповідав за Південну Англію, Уельс, Ірландію, американські колонії, відносини з католицькими державами Європи, Османською імперією). Спільно з Робертом Волполом фактично керував палатою общин. 1715 року знову переобирається до парламенту. Того ж року брав активну участь в придушенні якобітського повстання. 1716 року сприяв прийняттю закону, який встановлював, що загальні вибори мають проводитися кожні 7 років. У липні 1716 року супроводжував короля під час його повернення до Ганновера. Невдовзі сприяв укладанню союзу з Францією (зберігався до 1731 року).
1717 року серед вігів відбувся розкол: Стенгуоп спільно з Чарльзом Спенсером, графом Сандерлендом, виступив проти Роберта Волпола та віконта Чарльза Таусенда. Стенгоупа підтримав король. Невдовзі призначається першим лордом-скарбником та канцлером фінансів, а також стає лідером палати лордів. Невдовзі отримав титули барона Елвастона, віконта Маона, а 14 квітня 1718 року — графа. Значна частина дослідників вважають його першим-прем'єр міністром Великої Британії, хоча низка розглядають в якості такого Роберта Волпола.
Спрямував зусилля на протидію відновленню потуги Іспанії, для чого домігся укладання союзу з Францією, Священною Римською імперією та Республікою Сполучених провінцій. Також активно допомагав завершити Велику Північну війну, підтримавши початок Аландського конгресу. Разом з тим спробував уникнути війни з Іспанією, запропонувавши повернення тій Гібралтара в обмін на Кубу та Флориду. Відмова та подальші дії іспанського уряду призвели до Війни четверного альянсу.
У внутрішній політиці у 1719 році намагався обмежити членство в Палаті лордів та прийняття законів про релігійну терпимість. Втім жодного з цих законопроєктів прийняти не вдалося. Того ж року відправив флот на допомогу Швеції, підтримуючи ту в прагненні протидіяти Російській імперії, яка бажала залишити за собою Ліфляндію. Натомість наполіг на укладанні Стокгольмського миру, за яким Швеція поступалася на користь Ганноверу областями Бремен і Ферден.
1721 року почався процес щодо банкрутства Компанії південних морів, оскільки уряд Стенгоупа її підтримував, тому він вимушений був 4 лютого відповідати в Палаті лордів. Під час виступу йому стало зле, наступного дня він помер від інсульту.

## Родина
Дружина — Люсі, донька Томаса Піта, губернатора Мадраса
Діти:
- Філіп (1714—1786)
- Люсі (1714—1785)
- Джордж (1717—1754)
- Гертруда (1718 — д/н)
- Джейн (1719)
- Джеймс (1721—1730)
- Катерина (1721— д/н)